# Okrouhlá (Staříč)
Okrouhlá je kopec, rozhledna a telekomunikační věž, která se nachází u obce Staříč v okrese Frýdek-Místek v Moravskoslezském kraji v Podbeskydské pahorkatině. Rozhledna, která byla postavena v roce 2003 a zpřístupněna veřejnosti v roce 2006, má výšku 55 metrů, vnější schodiště a vyhlídkový ochoz ve výšce 30 metrů. Z ochozu je výhled na Moravskoslezské Beskydy, Nízký Jeseník, Frýdek-Místek, Havířov, Ostravu, Ostravskou pánev a jiná místa v okolí. Vstup na rozhlednu je zpoplatněn.

## Další informace
Kopec je přístupný po odbočce ze silnice ze Staříče do Chlebovic. Pod rozhlednou je parkoviště. Cestu na rozhlednu lemují informační tabule.
V blízkém okolí se nachází rozhledna Panorama (Kabátice), tvrz Lipina a hrádek Štandl.
Na kopci Okrouhlá se také nachází Singletrail Okrouhlá (vytyčená trasa pro sjezdy horských kol).
Pod kopcem se nachází fotbalové hřiště a pumptracková dráha s názvem Pumptrack Staříč.

## Galerie

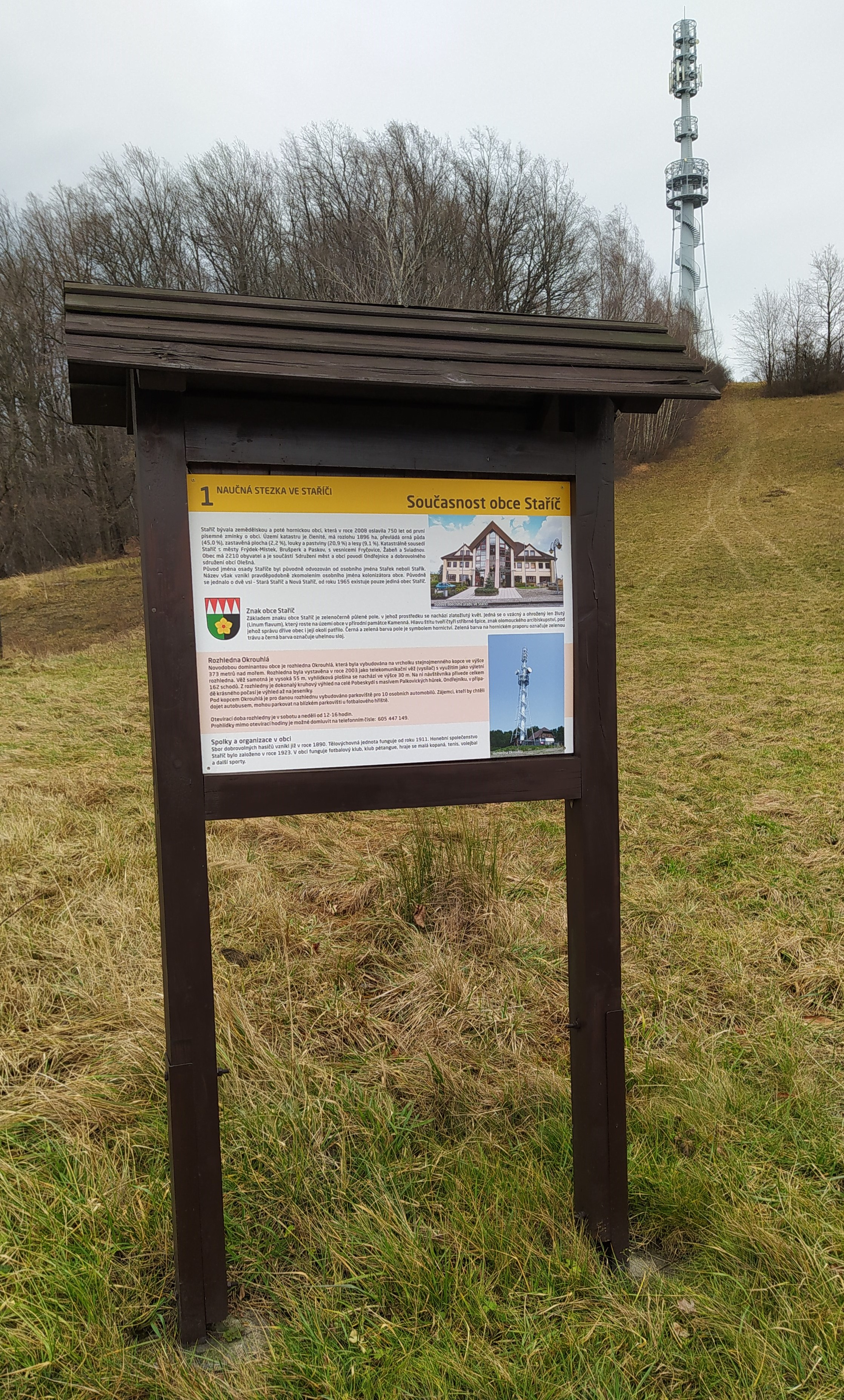
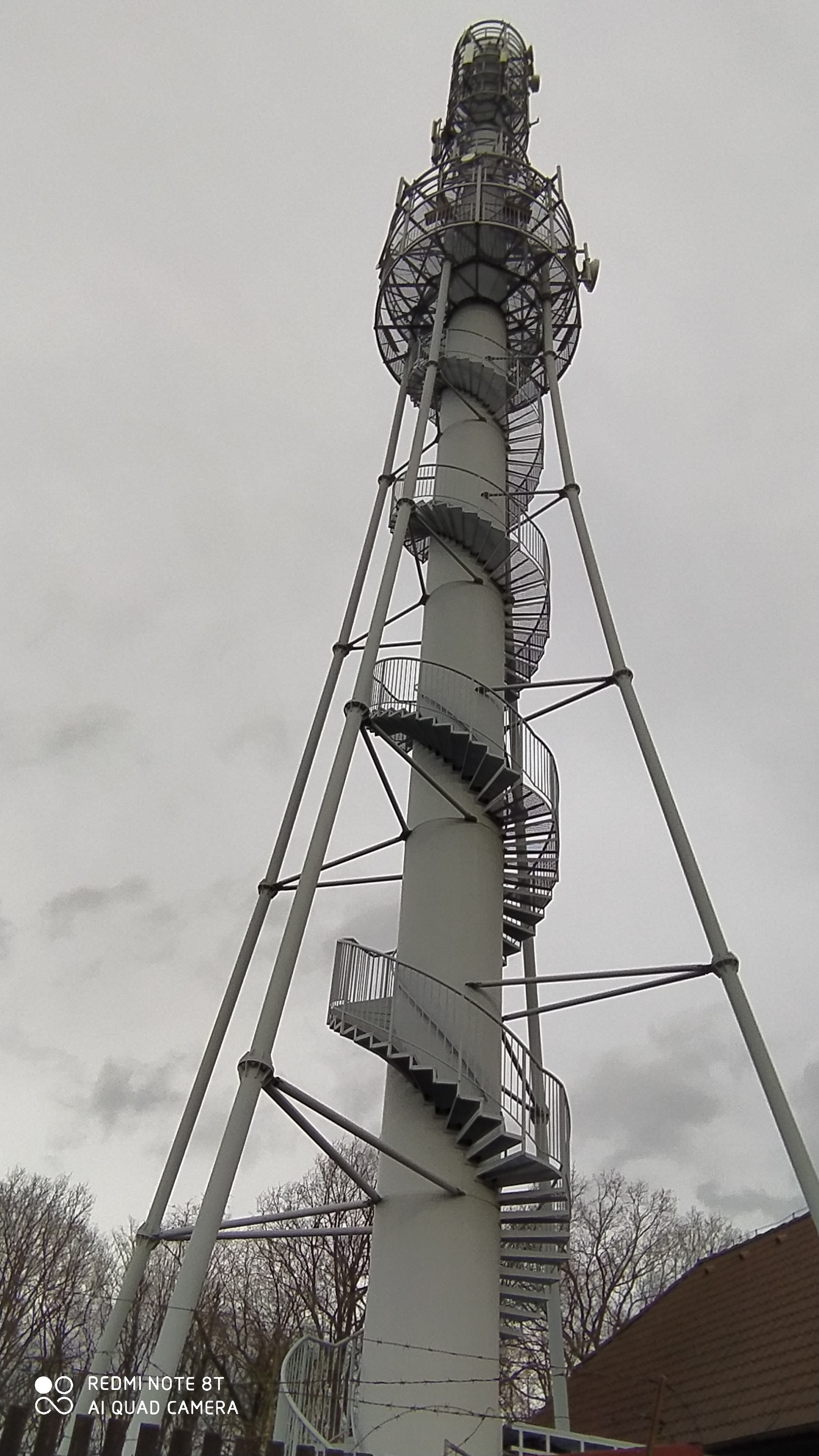